# Penthimia guttula
Penthimia guttula är en insektsart som beskrevs av Matsumura 1912. Penthimia guttula ingår i släktet Penthimia och familjen dvärgstritar. Inga underarter finns listade i Catalogue of Life.